# Rio Yèvre (Cher)
Yèvre é um rio com 80 km de comprimento localizado no departamento de Cher, França. É afluente, pela margem direita, do rio Cher em Vierzon. Com o Sauldre e o Arnon, forma o conjunto dos principais afluentes do rio Cher.
Nasce perto de Gron, a leste de Bourges. Ao longo do seu percurso atravessa as seguintes comunas do departamento de Cher: Baugy, Avord, Saint-Germain-du-Puy, Bourges, Mehun-sur-Yèvre e Vierzon. Nesta última desagua no rio Cher.
O seu principal afluente é o rio Auron, que nele desagua em Bourges. Um outro afluente, o rio Airain, conflui com o Yèvre em Savigny-en-Septaine. Em parte do seu percurso, o Yèvre corre paralelo ao Canal de Berry, hoje em desuso.